# ムースファクトリー

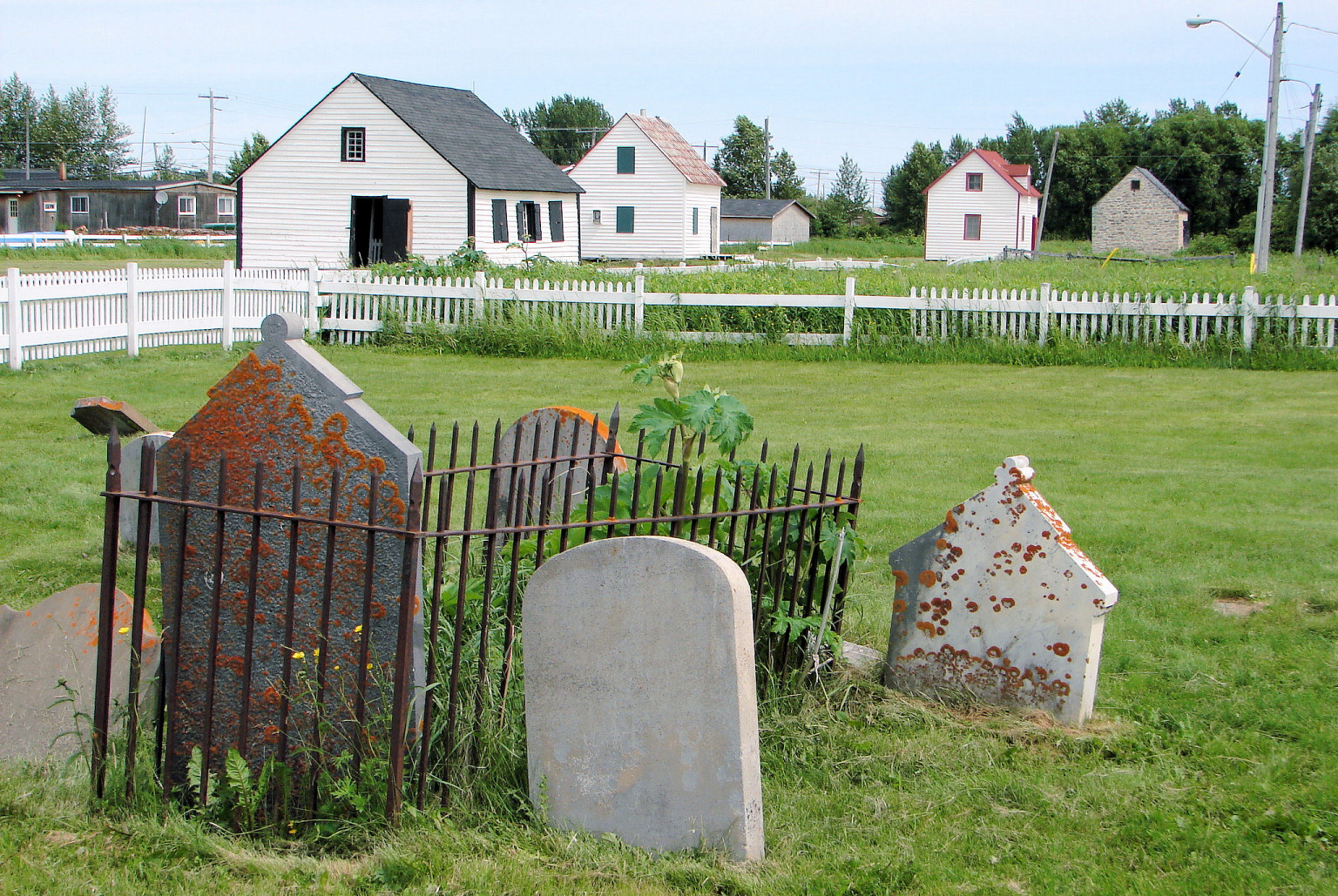
センテニアル・パーク（手前）と町並み

ムースファクトリー（英：Moose Factory）はカナダのオンタリオ州コクレーン地区にある集落。人口は2,458人（2006年）。自治体として独立した地域ではない。集落のあるムースファクトリー島はムース川の河口近くにある島の一つで、川はジェームズ湾・ハドソン湾を経て北極海へとつながる。1673年にハドソン湾会社のチャールズ・ベイリーによって毛皮貿易の中継地として開かれた町で、イギリス人によるカナダ最初の入植地でもある。当初の労働者は主にスコットランドのオークニー島からやって来た。
1903年に開かれたムース川沿岸の町ムースニーと向かい合って、相互に町の機能を補いながら発展を続けている。
島はフランスとイギリスの間で何度も所有権が移り変わった。当初の交易施設は1696年に一旦破壊された後、1730年にハドソン湾会社により再建されている。その後2世紀以上に渡って毛皮取引所として運営されていたが、一帯は1987年に北西会社に事業ごと売却され、さらに現在はスーパーマーケットなどの複合店舗、ならびにかつての史跡を活かした観光施設として利用されている。ハドソン湾会社が建てた19世紀の建物は国定史跡として指定されている。現在は1931年に対岸のムースニーまで開通したオンタリオ・ノースランド鉄道でオンタリオ州南部とつながっている。

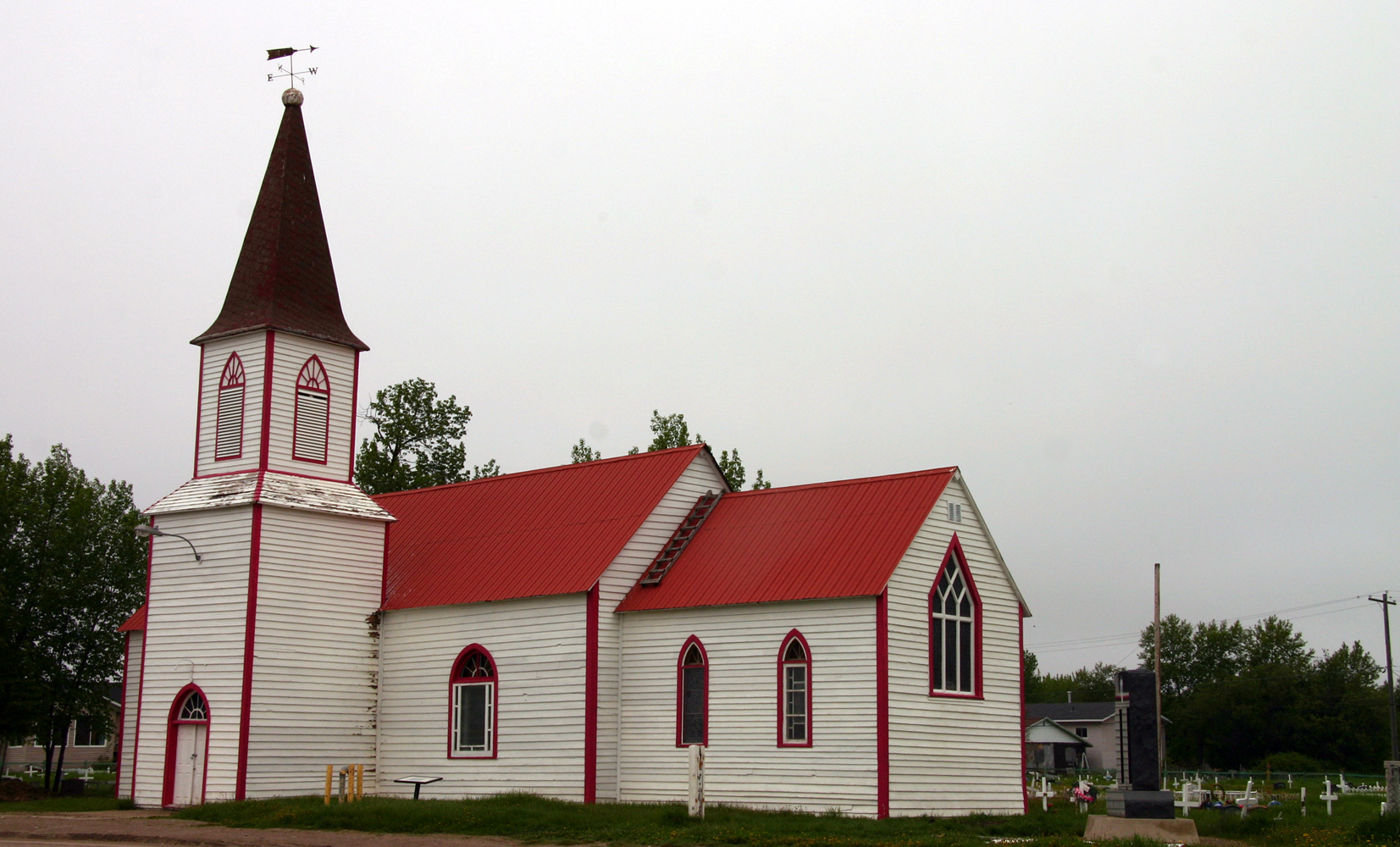
セント・トーマス聖公会教会

島の住民の多くは原住民であるクリー族。島の北部にあるクリー族の自治居住区と接した所にクリー・ビレッジ(民俗資料館)が造られ、クリー族の文化や暮らしについて屋内・屋外施設で紹介されている。島の北端にはジェームスベイ総合病院(ウィーニーベイコ病院、かつての結核療養所)が造られ、北部集落を含めた湾岸一帯の二次医療を提供している。島には小学校からコミュニティカレッジまで計3箇所の学校施設もある。
島の著名な出身者として、NHLの選手ジョナサン・チーチューが挙げられる。